# Пфади Винтертур
Пфади Винтертур (нем. Pfadi Winterthur) — швейцарский профессиональный гандбольный клуб из города Винтертур. Сильнейший клуб страны в 90-е годы.

## История
Клуб основан в 1938 году. В 1947 году молодая команда впервые могла выйти в высший дивизион. Первое время (в эру «полевого гандбола») «красно-чёрные» делили один стадион вместе с футбольной командой. Первого серьёзного достижения клуб добился в 1982 году, дойдя до полуфинала Кубка ИГФ. В 1983 году «Винтертур» переехал на новую арену — «Ойлаххалле». В 1992 году команда впервые стала чемпионом Швейцарии. В 1997 году клуб впервые пробился в 1/4 финала Лиги чемпионов. В последние годы уступает лидерство в чемпионате «Ваккеру» и «Шаффхаузену».

## Достижения
- Лига чемпионов ЕГФ: 1/4 финала (1997, 1998, 2003)
- Кубок ИГФ: полуфинал (1982)
- Кубок вызова ЕГФ: финалист (2001)
- Кубок городов ЕГФ: полуфинал (2000)
- Чемпион Швейцарии: 1992, 1994, 1995, 1996, 1997, 1998, 2002, 2003, 2004
- Кубок Швейцарии: 1998, 2003, 2010
- Кубок Швейцарии (11×11): 1958

## Известные игроки
- Марк Баумгартнер
- Горан Перковац
- Чи Хьо Чо
- Маркус Баур